# Benet Casablancas
Pour les articles homonymes, voir Casablancas.
Benet Casablancas i Domingo (né à Sabadell, le 2 avril 1956) est un compositeur et musicologue espagnol. Depuis 2002, il est directeur du Conservatoire supérieur de musique du Liceu de Barcelone.

## Biographie
Il a étudié la musique d'abord à Sabadell puis au Conservatoire municipal de musique de Barcelone. Il a ensuite prolongé ses études à Vienne grâce à une bourse de la Fundació Congrés de Cultura Catalana (ca). Il y a perfectionné ses études de composition avec Friedrich Cerha et d'analyse avec Karl-Heinz Füssl
Parallèlement, il a étudié la philosophie à l'Université autonome de Barcelone, où il a passé une licence en 1980. Il a ensuite obtenu un doctorat en histoire de la musique et musicologie. Casablancas a toujours su lier la composition, l'enseignement et la recherche. Pendant de nombreuses années, il a été professeur et chef du département des disciplines théoriques aux conservatoires de Badalone et de Vila-seca et à l'École de musique de Barcelone (ca), enseignant l'harmonie, l'analyse, le contrepoint et la fugue. Dans le domaine universitaire, il a été professeur associé à l'Université Pompeu-Fabra de Barcelone et contributeur régulier aux Cours de Spécialisation Musicale à l'Université d'Alcalá de Henares.
Il a collaboré avec de prestigieux solistes, groupes et orchestres nationaux et internationaux, tels que l'Orchestre symphonique de Barcelone, l'Orchestre national d'Espagne, le London Sinfonietta, l'Orchestre symphonique de la BBC , le Quatuor Arditti, l' Orchestre national de Belgique, l'Orchestre philharmonique de Londres, l'Orchestre symphonique de Malmö, le Trio Arbós (es). 
Il a publié de nombreux articles de vulgarisation ainsi que des articles dans des ouvrages spécialisés (The New Grove, Arietta, Quodlibet, Recerca Musicològica), ainsi que le livre El humor en la música. Broma, parodia e ironía (Reichenberger, 2000). Il est également un collaborateur régulier de La Vanguardia. 
Il a été directeur pédagogique du Jove Orquestra Nacional de Catalunya (ca) (JONC). En 2002 il a été nommé directeur du Conservatoire supérieur de musique du Liceu.
En 2008, ses New Epigrams ont été sélectionnées par le jury international de la SIMC (International Society of Contemporary Music) pour représenter l'Espagne aux ISCM World Music Days qui se sont tenues à Vilnius.
Casablancas s'est toujours intéressé à établir des liens avec d'autres langages artistiques, tels que la poésie et la littérature en général, la peinture et les arts visuels. C'est ainsi qu'il a composé de la musique sur des textes de Josep-Ramon Bach (es) ( D'Humanal Fragment, pour mezzo et quatuor à cordes), Edgar Allan Poe (The lake to ... , pour contralto et orchestre symphonique), Josep Vicent Foix (És per la ment, pour ténor et piano), Miquel Martí i Pol (Poema d'amor, tiré du livre Estimada Marta, pour soprano et orchestre), Joan Oliver -Pere Quart- (Ja és hora que se sàpiga, pour soprano et piano), Paul Klee (Retablo sobre textos de Paul Klee, pour soprano, mezzo et piano) et Shakespeare, dans les Set Escenes de Hamlet, pour narrateur et orchestre, une des œuvres les plus interprétées de l'auteur. L'œuvre de Shakespeare La Tempête, a inspiré également The Dark Backward of Time, pour grand orqchestre symphonique. La forme poétique du haïku est aussi présente dans la production du compositeur, avec des œuvres comme les Tres Haiku pour piano ou l'Haiku per a violí, violoncel i piano qui ont été créées au Japon en 2009 lors d'une tournée de concerts et de conférences dans ce pays. Concernant la peinture et les arts visuel, on retrouve des références picturales dans des ouvrages comme Alter Klang. Impromptu per a orquestra a partir de Klee ou Four Darks in Red, inspirés du tableau du même titre de l'artiste américain d'origine russe Mark Rothko.
Sa vaste production, guidée par la sauvegarde de son indépendance personnelle et esthétique et dotée d'une vocation expressive sans équivoque, englobe une grande diversité de genres et de formats. Les critiques y ont souligné leur souci d'équilibrer rigueur constructive et force expressive, tempérament dramatique et registre ludique, dans le cadre d'un discours où cohabitent un langage harmonique de plus en plus lumineux, une vivacité rythmique et un raffinement croissant du timbre et la virtuosité de l'écriture instrumentale. Son 50e anniversaire a été célébré au cours de la saison 2006-07 pac différents concerts consacrés à l'intégrale de sa musique pianistique, confiés aux pianistes J. Masó et M. Villalba (Gérone), et qui a ensuite été enregistré sur disque pour le label Naxos, à la musique vocale, à de petites formations (Hommage à Benet Casablancas, Auditori Josep Carreras de Vila-seca) et à la musique de chambre, par le Grup Modus Novus, dirigé par Santiago Serrate (Madrid et Sabadell).
Il a reçu des commandes de la part de groupes et d'institutions telles que l'Orquestra de Cambra Teatre Lliure (ca), l'Orchestre symphonique de Barcelone, l'Orchestre national d'Espagne, le Miller Theater at Columbia University New York,, Torroella de Montgrí Music Festival, l'Ensemble Cantus de Croatie ou l'Ensemble 88 de Maastricht. Ces dernières années, sa musique a atteint des lieux aussi prestigieux que le Musikverein de Vienne ,  ou au Barbican Hall de Londres. 
Ses œuvres sont publiées par Tritó Edicions, Emec et Boileau. Ses œuvres sont enregistrées par des labels tels que Naxos, Colonne Musique , Stradivarius, Fundació Música Contemporània/Emec  et Anemos. En 2011, Benet Casablancas a signé un contrat d'édition avec The Music Sales Group (UME).
Casablancas a été nommé compositeur en résidence de l'Orchestre symphonique de Barcelone pour les saisons 2013-2014 et 2014-2015. Il travaille actuellement sur deux commandes du CNDM de Madrid (JONDE et Festival de Grenade), et de l'Ensemble Reconsil de Vienne.
Le 9 février 2019, il a créé au Grand théâtre du Liceu son premier opéra, L'enigma di Lea, basé sur une idée originale et un livret de Rafael Argullol,.

## Distinctions
- I et III Tribunas de la Fundación Juan March de Madrid (1982, 1984)
- Premi Internacional Ferran Sors (1984)
- Musician's Accord (New York) (1986)
- XVI Premio Internacional Óscar Esplà (1988)
- Premio Nacional del Disco du Ministère de la Culture (1988)
- Premi Ciutat de Barcelona (1992)
- Composer's Arena (Foundation Gaudeamus de Ámsterdam, 1996)
- Prix national de musique de Catalogne (2007), attribué par la Généralité de Catalogne
- Finaliste du Prix de Composition Musicale, accordé par la Fondation Prince Pierre de Monaco, avec la pièce symphonique The Dark Backward of Time[15]
- Premi de les Joventuts Musicals de Barcelone
- En 2013, Casablancas a reçu le Prix national de musique pour l'ensemble de ses composictions, prix attribué par le Ministère espagnol de la Culture, qui a souligné « la maturité et la maîtrise acquises dans sa musique, que l'on retrouve dans les divers genres qui composent son catalogue. Il a également mis en valeur la large diffusion internationale de ses œuvres »[16].
- Premi Tenacitat (2018)[17]

## Œuvres
- Cinco Interludios -Quasi variazioni- (1983; quatuor à cordes)
- Siete Escenas de Hamlet (1989; orchestre de chambre)
- Movimiento para trio (1984; violon, violoncelle et piano)
- Cuarteto de cuerda No.2 (1992; quatuor à cordes)
- Petita Música Nocturna (1992; flûte, clarinette, harpe, piano, percussion)
- Trio de cuerda (1992; violon, alto, violoncelle)
- Encore (1992; violon et piano)
- Introducción, Cadenza y Aria (1993; violon, clarinette, violoncelte et piano)
- Hoja de Álbum. Variación sobre un tema de F. Schubert (1993; piano)
- Epigramas (1994; sextette)
- In modo di passacaglia (1992–1996; flûte, clarinette, harpe, piano, contrebasse)
- Dos Piezas pour clarinette et piano (1993/1997; clarinette et piano)
- Díptico para guitare solo (1996, 2004)
- Tríptico para violoncelle solo (1996)
- New Epigrams (1997; orchestre de chambre)
- Scherzo (2000; piano)
- Tres Epigramas (2000; orchestre)
- Celebración (2001; orchestre de chambre)
- Tres Bagatelas para piano (2001–2003; piano)
- Melancolías y desabrimientos pour contrebasse et piano (2005)
- The Dark Backward of Time (2005; orchestre)
- Tre Divertimenti (2006; duo de pianos)
- Intrada sobre el nombre de Dalí: Variaciones sobre tres notas (2006; orchestre)
- Alter Klang (2006; orchestre)
- Three Haiku (2008; piano)
- Jo tem la nit... (2008; chœur mixte et piano)
- String Quartet No.3 (2009; quatuor à cordes)
- Darkness Visible (2009; orchestre)
- Four Darks in Red, d'après Rothko (2009; orchestre de chambre)
- Impromptu (2009; piano)
- Dove of Peace: Homage to Picasso (Chamber Concert No.1 for clarinet and ensemble) (2010; orchestre de chambre)
- Six Glosses on texts by Cees Nooteboom (2010; flûte, clarinette, percussion, piano, violon, violoncelle)
- …der graue Wald sich unter ihm schüttelte (Chamber Concert No.2 for horn and ensemble) (2011; orchestre de chambre)
- Jubilus (2011; piano)
- Tres Interludios (2011; orchestre)
- Sí, a Montsalvatge!" (2012; piano)
- Dance, Song and Celebration (2012; orchestre de chambre)
- Obertura Festiva (2013; orchestre)
- L'enigma di Lea (2019), opéra, livret de Rafael Argullol

## Discographie sélectionnée
- The London Sinfonietta plays Casablancas, Guinjoan Et Al. Ensayo Perspectives ENY-2001[18],[19]
- Epigrams, String Trio, Introduction, Cadenza and Aria, String Quartet nr. 2, New Epigrams, Album Leaf, Two Notations, Aphorism, Three Epigrams

Différents interprètes. (London Sinfonietta, Quatuor Arditti, Barcelona SO, BCN 216, etc).
EMEC/Fundació Música Contemporània E-068 (2005)
- Five Interludes for String Quartet, Two Piano Pieces, Three Piano Pieces, Scherzo, Mouvement for Trio, Little Night music, Two Songs, Celebration

Différents interprètes. Columna Música 1CM0112 (2004)
- Piano Music (Three Bagatelles, Tombeau, Three Divertimenti for piano duet, Album Leaf, etc)

Jordi Masó, Miquel Villalba. Naxos 8.570757 (2008)
- The Dark Backward of Time, Love Poem, Intrada on the name of Dalí, Epigrams, Postlude

Barcelona Symphony Orchestra, Ofèlia Sala, cond: S. Mas. Naxos 8.579002 (2010)
- Seven Scenes from Hamlet and other chamber works

Ensemble Barcelona 216, cond: M. Valdivieso. Naxos 8.579004 (2010)